# The Crossing
The Crossing — скасована відеогра жанру шутера від першої особи, що розроблювалася компанією Arkane Studios. Головною особливістю відеогри мало б стати поєднання однокористувацького та багатокористувацького режимів.
Згідно з сюжетом, у сучасний Париж вторглися тамплієри з середніх віків і повалили законний уряд Франції. Таким чином, гра поєднує бої з використанням холодної та вогнепальної зброї. Arkane Studios уже має досвід розробки ігор із видом від першої особи, але з холодною зброю — гра Dark Messiah of Might and Magic була розроблена саме Arkane Studios.
У травні 2009 року представники Arkane Studios оголосили, що були змушені призупинити розробку амбітного бойовика The Crossing, в якому повинні були переплітатися елементи одиночної і мережевої гри.
У студії просто немає грошей на те, щоб закінчити такий масштабний проєкт. Arkane Studios вирішила заморозити The Crossing до кращих часів, зосередившись на дешевших і потенційно прибутковіших проектах. На цьому проекті був помічений Віктор Антонов — колишній артдиректор компанії Valve. У зв'язку з цим з'явились чутки про те, що Valve можуть взяти даний проєкт під свою опіку, як вони вже це зробили з Portal і Left 4 Dead.